# Finale Europacup II 1980
De finale van de Europacup II van het seizoen 1979/80 werd gehouden op 14 mei 1980 in het Heizelstadion in Brussel. Het Spaanse Valencia CF nam het op tegen het Engelse Arsenal FC. Tijdens de reguliere speeltijd werd er niet gescoord en ook in de verlengingen viel er geen doelpunt. Valencia won uiteindelijk na een spannende strafschoppenreeks.

## Wedstrijdgegevens
|                   |                                                   |              |                                               |                                                                                                  |
| 14 mei 1980 20:15 | Valencia CF                                       | 0 – 0 (n.v.) | Arsenal FC                                    | Heizelstadion, Brussel Toeschouwers: 40.000 Scheidsrechter: Vojtech Christov (Tsjecho-Slowakije) |
| 14 mei 1980 20:15 |                                                   |              |                                               | Heizelstadion, Brussel Toeschouwers: 40.000 Scheidsrechter: Vojtech Christov (Tsjecho-Slowakije) |
| 14 mei 1980 20:15 | Strafschoppen                                     |              |                                               | Heizelstadion, Brussel Toeschouwers: 40.000 Scheidsrechter: Vojtech Christov (Tsjecho-Slowakije) |
| 14 mei 1980 20:15 | Kempes Solsona Rodríguez Castellanos Bonhof Arias | 5 – 4        | Brady Stapleton Sunderland Talbot Hollins Rix | Heizelstadion, Brussel Toeschouwers: 40.000 Scheidsrechter: Vojtech Christov (Tsjecho-Slowakije) |

| Valencia | Arsenal |

| Valencia CF:       |   |                   |      |
|                    |   |                   |      |
| GK                 | 1 | Carlos Pereira    |      |
| DF                 | 2 | José Carrete      |      |
| DF                 |   | Manuel Botubot    |      |
| DF                 |   | Ricardo Arias     |      |
| DF                 |   | Miguel Tendillo   |      |
| MF                 |   | Daniel Solsona    |      |
| MF                 |   | Enrique Saura     |      |
| MF                 |   | Rainer Bonhof     |      |
| MF                 |   | Javier Subirats   | 112' |
| CF                 | 9 | Mario Kempes      |      |
| CF                 |   | Pablo Rodríguez   |      |
| Invallers:         |   |                   |      |
| MF                 |   | Ángel Castellanos | 112' |
| Coach:             |   |                   |      |
| Alfredo Di Stéfano |   |                   |      |

| Arsenal FC: |    |                 |      |
|             |    |                 |      |
| GK          | 1  | Pat Jennings    |      |
| DF          | 2  | Pat Rice        |      |
| DF          | 3  | Sammy Nelson    |      |
| DF          | 5  | David O'Leary   |      |
| DF          | 6  | Willie Young    |      |
| MF          | 11 | Graham Rix      |      |
| MF          | 4  | Brian Talbot    |      |
| MF          | 10 | David Price     | 105' |
| MF          | 7  | Liam Brady      |      |
| CF          | 8  | Alan Sunderland |      |
| CF          | 9  | Frank Stapleton |      |
| Invallers:  |    |                 |      |
| MF          | 12 | John Hollins    | 105' |
| Coach:      |    |                 |      |
| Terry Neill |    |                 |      |

1960/61 · 1961/62 · 1962/63 · 1963/64 · 1964/65 · 1965/66 · 1966/67 · 1967/68 · 1968/69 · 1969/70 · 1970/71 · 1971/72 · 1972/73 · 1973/74 · 1974/75 · 1975/76 · 1976/77 · 1977/78 · 1978/79 · 1979/80 · 1980/81 · 1981/82 · 1982/83 · 1983/84 · 1984/85 · 1985/86 · 1986/87 · 1987/88 · 1988/89 · 1989/90 · 1990/91 · 1991/92 · 1992/93 · 1993/94 · 1994/95 · 1995/96 · 1996/97 · 1997/98 · 1998/99